# Anestèsics no volàtils
Un anestèsic no volàtil és un fàrmac que pot produir anestèsia quan s'administra per via oral, intramuscular o intravenosa, a diferència dels anestèsics inhalatoris que ho fan per via respiratòria. La injecció intravenosa d'algun d'aquests anestèsics no volàtils és la via més habitualment utilitzada per a la inducció de l'anestèsia perquè el seu efecte és ràpid i més fiable que per via intramuscular o oral i la injecció és generalment menys dolorosa que per via intramuscular.
El desenvolupament de la crema EMLA ha ajudat a augmentar la utilització de la inducció anestèsica via intravenosa en els nens. L'aparició de les bombes d'infusió contínua tipus TCI (Target-controlled Infusion) ha facilitat molt el manteniment de l'anestèsia via intravenosa.
Quan s'utilitza un o més fàrmacs via intravenosa per a la inducció i el manteniment de l'anestèsia sense necessitar cap anestèsic inhalatori es parla d'anestèsia total intravenosa (TIVA).
Entre els medicaments més àmpliament utilitzats hi ha:
- Propofol
- Etomidat
- Barbitúrics com el tiopental i el metohexital
- Benzodiazepines com el midazolam
- Ketamina